# ماركو دي ميكو
ماركو دي ميكو (بالإيطالية: Marco Di Meco)‏، (5 فبراير 1982) هو عازف فلوت، وملحن وشاعر إيطالي. ومعروف في جميع أنحاء العالم عن مؤلفاته الموسيقية.

## معرض صور

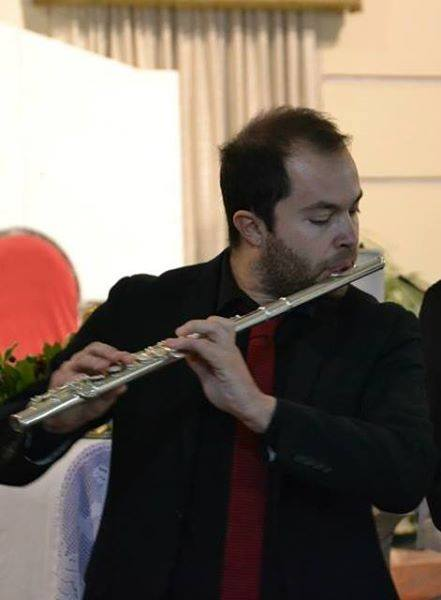
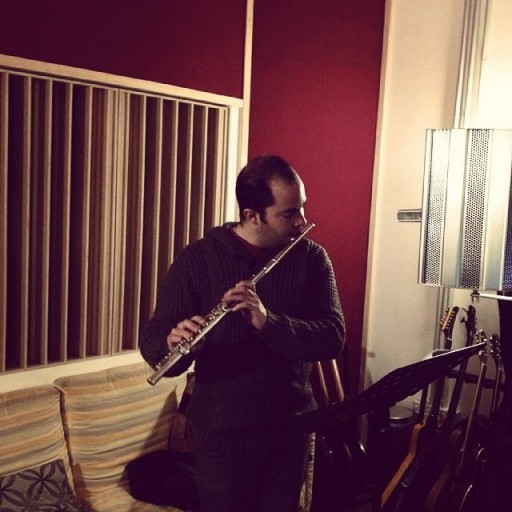
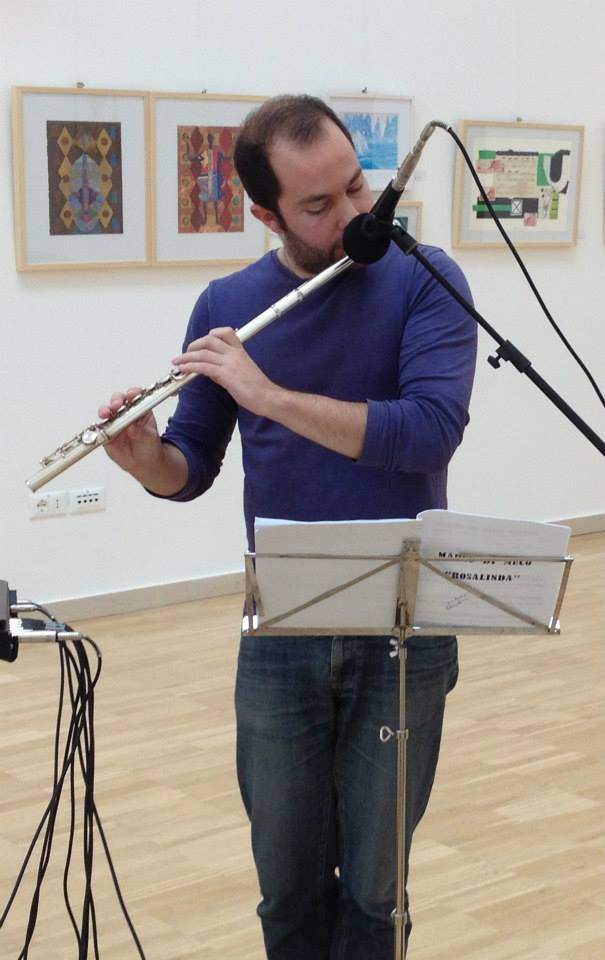
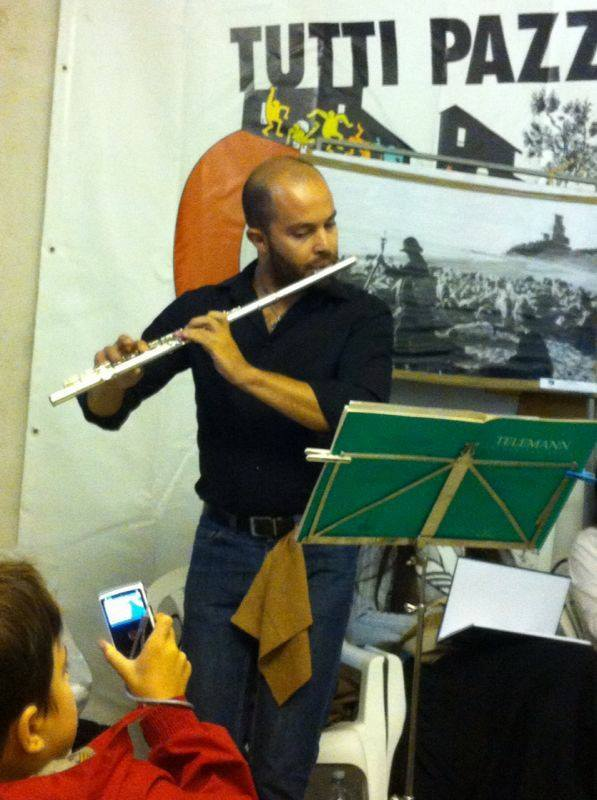
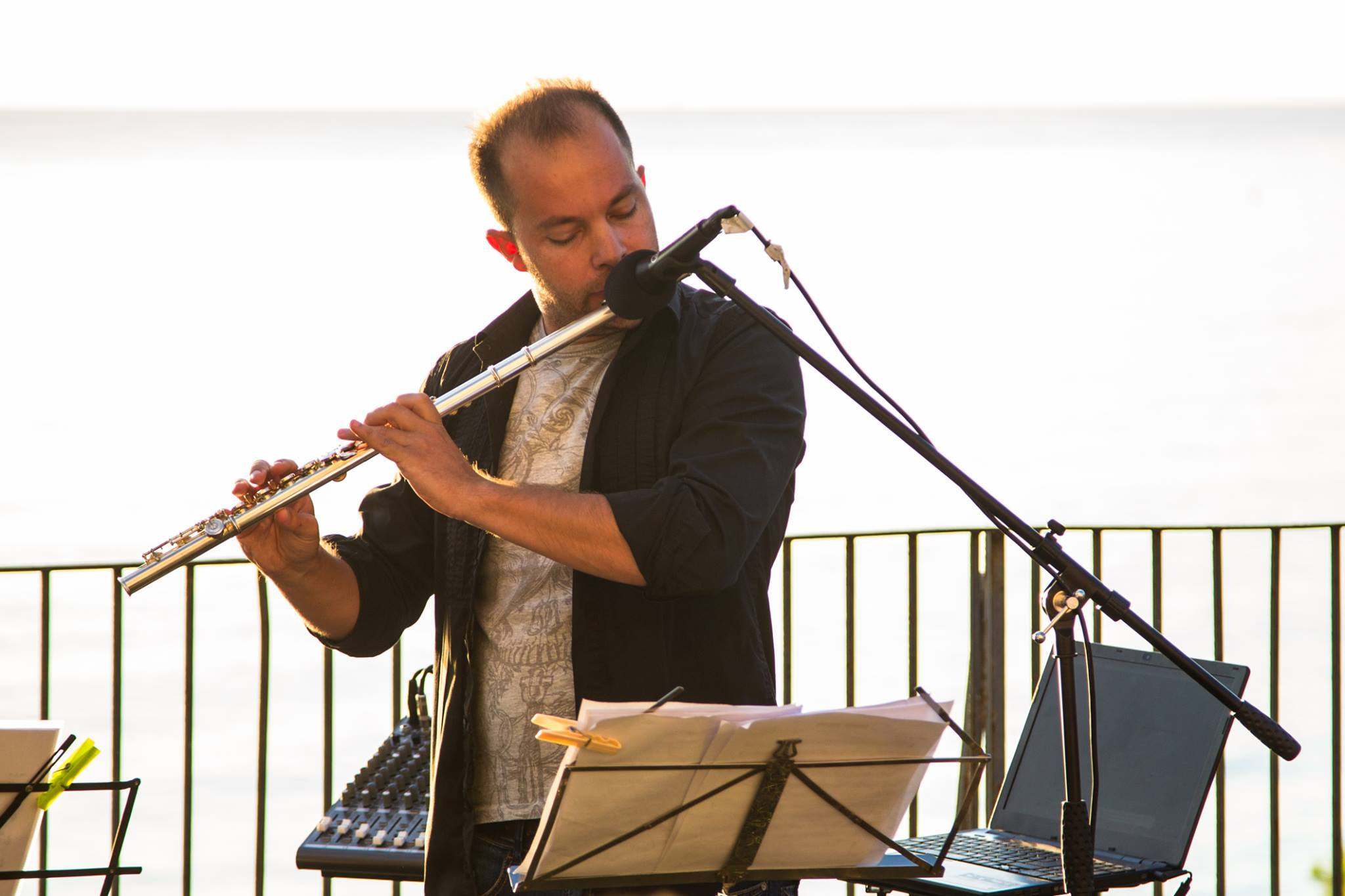

## أعماله
- 5 ألوان
- روزاليندا
- لوسيلا
- ضد الرأسمالية السمفونية الأولى

## وصلات خارجية
- ماركو دي ميكو على موقع IMDb (الإنجليزية)
- ماركو دي ميكو على موقع ميوزك برينز (الإنجليزية)
- ماركو دي ميكو على موقع أول ميوزيك (الإنجليزية)
- ماركو دي ميكو على موقع ديسكوغز (الإنجليزية)
- المكتبة الوطنية الفرنسية
- مقابلة لمجلة MyLife الموسيقى